# Subadyte mexicana
Subadyte mexicana är en ringmaskart som beskrevs av Fauchald 1972. Subadyte mexicana ingår i släktet Subadyte och familjen Polynoidae. Inga underarter finns listade i Catalogue of Life.